# Districtul Igli
Igli este un district din provincia Béchar, Algeria.